# Alfredo da Silva
Alfredo da Silva, né le 30 juin 1871 à Lisbonne et mort le 22 août 1942 à Sintra, fut un homme d'affaires et industriel portugais.
Il est considéré comme le premier grand industriel portugais, fondateur d’un grand groupe économique, englobant des entreprises emblématiques telles que Companhia União Fabril (CUF), Tabaqueira, Estaleiro da Rocha do Conde de Óbidos (plus tard Lisnave), Banco Totta et Companhia de Seguros Império,.

## Décoration
- Le 31 décembre 1932, il est fait grand-croix de l’ordre civil du mérite agricole et industriel[5].